# Techniques d'optimisation du potentiel
Les techniques d'optimisation du potentiel (TOP)®  est une méthode pédagogique permettant de mobiliser toutes ses ressources (physiques et psycho-cognitives) en fonction des exigences (psycho-cognitives et/ou physiques) de la situation pour atteindre ses objectifs. Elles favorise la gestion de sa dépense énergétique à court, moyen et long terme.

## Méthode
La méthode repose sur 4 piliers : la respiration, les représentions multisensorielles (ou imagerie mentale), le dialogue interne et la relaxation. En fonction des objectifs visés par les techniques, celles-ci comprendront deux, trois ou quatre des piliers. Cette méthode est strictement pédagogique (venant compléter des actions thérapeutiques si nécessaire) et, selon sa charte éthique, ne peut être utilisée que dans ses champs d'actions professionnelles reconnus. 

## Origines
La méthode du TOP a été inventée dans les années 1990 par une médecin du sport : docteur Perreaut-Pierrepour préparer mentalement des sportifs de haut niveau. La méthode a été intégrée dans la formation de pilotes de chasse et personnel navigant en France, puis généralisée à tous les militaires et au sein d'autres armées, pour mieux prévenir et gérer le stress et la fatigue opérationnels. 

## Utilisations
La méthode est déployée dans de nombreux secteurs publics (Police, pompiers, santé, éducation...) et privés, pour tous les publics et à tout age
- performance sportive, scolaire, professionnelle ;
- gestion du stress et des émotions;
- prévention et gestion des risques psychosociaux (prévention du syndrome d'épuisement professionnel, du burnout de plus en plus fréquent dans un contexte économique et professionnel de culte de la performance) ;
- management des facteurs humains et organisationnels
- gestion du stress en situation de crise ou catastrophe naturelle ou technologique ;
- gestion de la fatigue et de la dépense énergétique
- maintien de la motivation dans la durée
- développer la coopération et la cohésion des équipes